# Оськин, Василий Сергеевич
Василий Сергеевич Оськин (15 октября 1923 — 3 августа 2016) — участник Великой Отечественной войны, старший плавильщик комбината «Печенганикель» Министерства цветной металлургии СССР, Мурманская область. Герой Социалистического Труда (20.05.1966).

## Биография
Родился 15 октября 1923 года в селе Сиалеевская Пятина Инсарского уезда Пензенской губернии, ныне – Инсарского района Республика Мордовия, в крестьянской семье. Русский.
Смерть отца помешала дальнейшей его учёбе в школе, и с июня 1940 года он начал работать в колхозе «Путь к коммунизму». Окончил курсы механизаторов, и в июне 1942 года был призван в Красную армию по мобилизации. Попал в подмосковные Подлипки, ныне Королев, в отдельный запасной инженерный батальон минных заграждений и особой техники, где обучали сапёрному мастерству. После обучения минному делу в Подмосковье, в 1943 году был направлен на Карельский фронт под командованием маршала Мерецкова К. А..
Боевой путь прошёл сапёром-радистом 167-й отдельной роты специального минирования 1-й моторизованной инженерной Печенгской Краснознамённой бригады, участвовал в боевых действиях в Карело-Финской ССР и освобождал Заполярье осенью 1944 года. Принимал участие в Петсамо-Киркенесской операции. В составе 14-й отдельной армии принимал участие в разминировании села Вознесение и посёлка Заполярный, всего обезвредил более тысячи вражеских мин.
После окончания войны Василий Сергеевич остался на Севере, восстанавливал из руин комбинат «Печенганикель» (посёлок Никель Печенгского района Мурманской области), затем, с октября 1946 года, работал на нём плавильщиком. Горновой первой электропечи, он осуществлял первую плавку в ночь на 7 ноября 1946 года.
С августа 1949 года трудился старшим горновым, затем – бригадиром электропечи, мастером электропечи в металлургическом цехе комбината, более четверти века плавил металл, многие годы считался лучшим плавильщиком комбината «Печенганикель».
Указом Президиума Верховного Совета СССР от 20 мая 1966 года за выдающиеся успехи, достигнутые в развитии цветной металлургии, Оськину Василию Сергеевичу присвоено звание Героя Социалистического Труда с вручением ордена Ленина и золотой медали «Серп и Молот».
В марте 1972 года вернулся на родину в Мордовскую АССР и поступил формовщиком-литейщиком в цех № 9 на Саранский электроламповый завод. С марта 1976 года он работал мастером производственного обучения завода «Светотехника» до выхода на пенсию в феврале 1977 года.
Избирался делегатом XXIII съезда КПСС (1966) и депутатом Верховного Совета Мордовской АССР 9-го созыва (1975–1980).
Проживал в городе Саранске. Скончался 3 августа 2016 года. Похоронен в городе Саранск.

## Награды
- Золотая медаль «Серп и Молот» (20.05.1966)
- Орден Ленина (20.05.1966)
- Орден Октябрьской Революции (07.07.1966)
- Орден Отечественной войны II степени (11.03.1985)
- Медаль «За отвагу»  (24.09.1944)[3]
- Медаль «В ознаменование 100-летия со дня рождения Владимира Ильича Ленина» (6 апреля 1970)
- Медаль «За оборону Советского Заполярья»(05.12.1944)[4]
- Медаль «За трудовую доблесть» (15.01.1953).
- Медаль «За трудовое отличие» (24.01.1950).
- Медаль «За победу над Германией в Великой Отечественной войне 1941—1945 гг.» (9 мая 1945[5])
- Юбилейная медаль «Двадцать лет Победы в Великой Отечественной войне 1941—1945 гг.» (7 мая 1965[6])
- Юбилейная медаль «Тридцать лет Победы в Великой Отечественной войне 1941—1945 гг.»[7]
- Медаль «Сорок лет Победы в Великой Отечественной войне 1941-1945 гг.»[8]
- Юбилейная медаль «50 Победы в Великой Отечественной войне 1941—1945 гг.»
- Юбилейная медаль «60 лет Победы в Великой Отечественной войне 1941—1945 гг.»
- Юбилейная медаль «65 лет Победы в Великой Отечественной войне 1941—1945 гг.»
- Медаль «Ветеран труда»
- Медаль «30 лет Советской Армии и Флота»[9]
- Юбилейная медаль «40 лет Вооружённых Сил СССР»[10]
- Юбилейная медаль «50 лет Вооружённых Сил СССР» (26 декабря 1967[11])
- Юбилейная медаль «60 лет Вооружённых Сил СССР» (28 января 1978[12])
- Юбилейная медаль «70 лет Вооружённых Сил СССР» (28 января 1988[13])
- Знак «Гвардия»
- Знак МО СССР «25 лет Победы в Великой Отечественной войне» (24 апреля 1970)

## Память
- На могиле установлен надгробный памятник.
- Его имя увековечено в Главном Храме Вооружённых сил России, и навсегда запечатлено на мемориале «Дорога памяти»